# Catherine Ward
Catherine Ward (27 febbraio 1987) è una hockeista su ghiaccio canadese.
Ha vinto due medaglie olimpiche nell'hockey su ghiaccio con la nazionale femminile canadese, entrambe d'oro, trionfando alle Olimpiadi invernali di Vancouver 2010 ed alle Olimpiadi invernali di Sochi 2014.
Nelle sue partecipazioni ai campionati mondiali femminili ha conquistato una medaglia d'oro (2012) e tre medaglie d'argento (2009, 2011 e 2013).